# Balatonlelle
Balatonlelle ist eine Stadt im Kreis Fonyód, Komitat Somogy in Ungarn. Sie hat 5495 Einwohner (1. Januar 2022) und liegt am flachen Südostufer des Plattensees (Balaton).
Die Stadt verfügt wie die Nachbarstadt Balatonboglár über einen kleinen Hafen am Balaton, einen Autobahnanschluss zur M7, einen Bahnhof sowie einen Haltepunkt an der Bahnstrecke Pragersko–Budapest und ist auf Tourismus ausgerichtet.

## Geschichte
Die Region um den Balaton ist seit rund 6000 Jahren besiedelt, 1211 wurde das Gebiet von der Abtei von Tihany in Besitz genommen, der Ort selbst wurde urkundlich erstmals 1229 als Felső-Gamás erwähnt. 1550 kam der Ort unter türkische Herrschaft, ein Großteil der Einwohner floh und kehrte erst nach der Rückeroberung 1580 zurück. Bis ins 18. Jahrhundert war Lelle im Besitz der Adelsfamilie Majtényi und kam dann in das Eigentum des Adelsgeschlechts der Szalays, in diese Zeit fällt auch der Beginn des Schulwesens im Ort im Jahre 1720. 1848 bekam Lelle dann den Status einer Marktgemeinde, ab 1864 wurde der Name offiziell auf den bis heute gültigen Namen Balatonlelle geändert. 1882 kam es im Zuge einer Verwaltungsreform zum Zusammenschluss mehrerer Orte und Balalonlelle wurde das Zentrum einer Kleingemeinde zusammen mit den Nachbardörfern Boglár, Faluszemes und Őszöd. In den Jahrzehnten nach 1895 wurde im Ort auch eine Schule errichtet und ausgebaut, der Ort selber entwickelte sich wie auch seine Nachbarorte zu einem Urlaubszentrum am Balaton.
1978 vereinigte sich Lelle mit Boglár zu Boglárlelle, diese Verbindung wurde jedoch 1991 wieder aufgelöst. Während dieser Vereinigung erhob man die Gemeinde 1986 zur Stadt, diesen Status tragen beide Orte auch nach der Trennung weiter.

## Sehenswürdigkeiten
- Szalay-Landschloss der Szalays in klassizistischem Stil von 1838
- Jankovich-Landschloss von 1713, derzeit als Schule genutzt und 2003 renoviert
- Dorfschmiede von 1820
- römisch-katholische Kirche von 1943 (nach Plänen von Bertalan Árkay erbaut)
- Heiliger Donatus-Kapelle in Kishegy im barocken Stil

## Persönlichkeiten
- Frigyes Schulek, ungarischer Architekt

## Bildergalerie

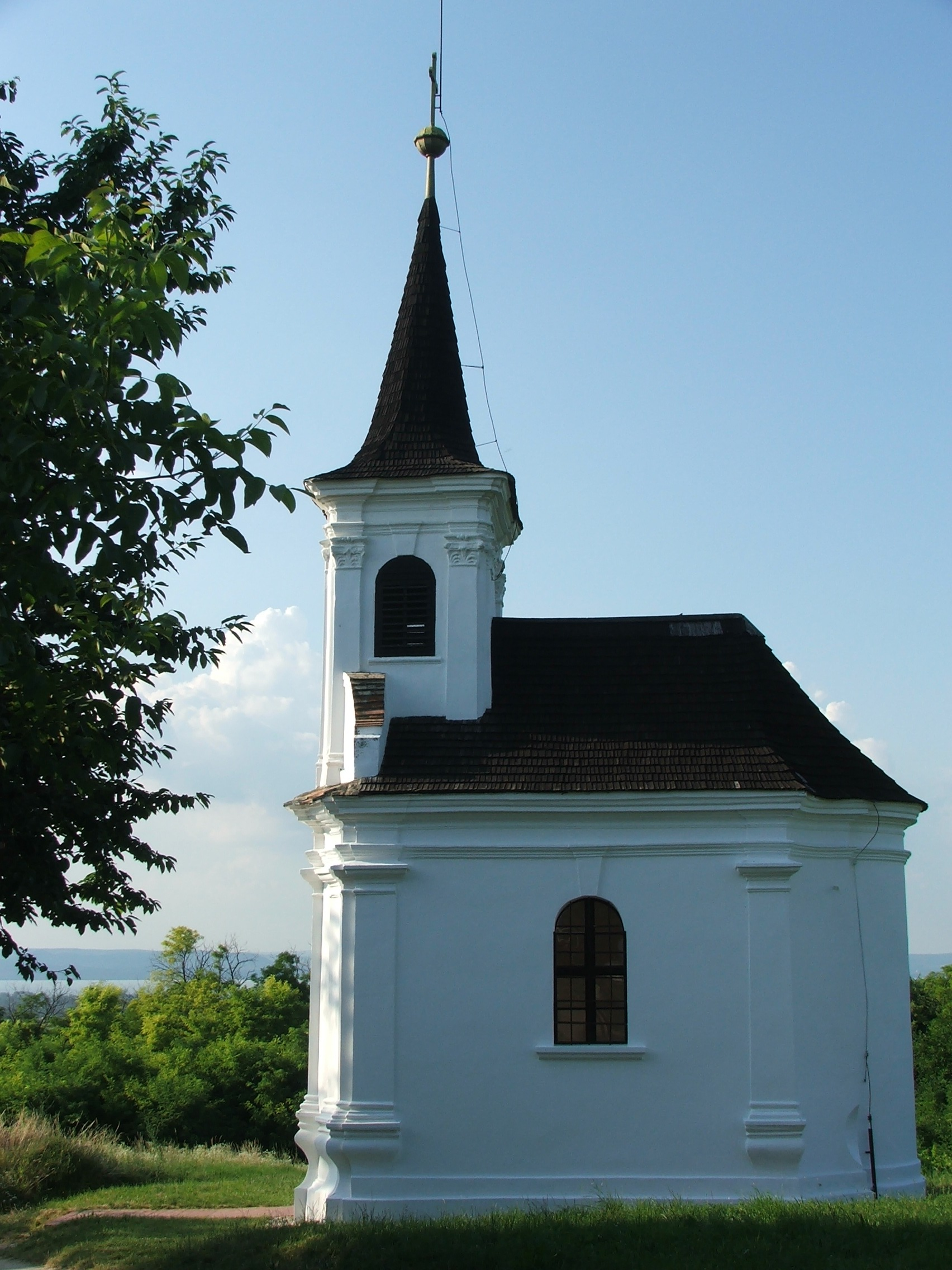
Kishegy, St. Donat-Kapelle, Seitenansicht
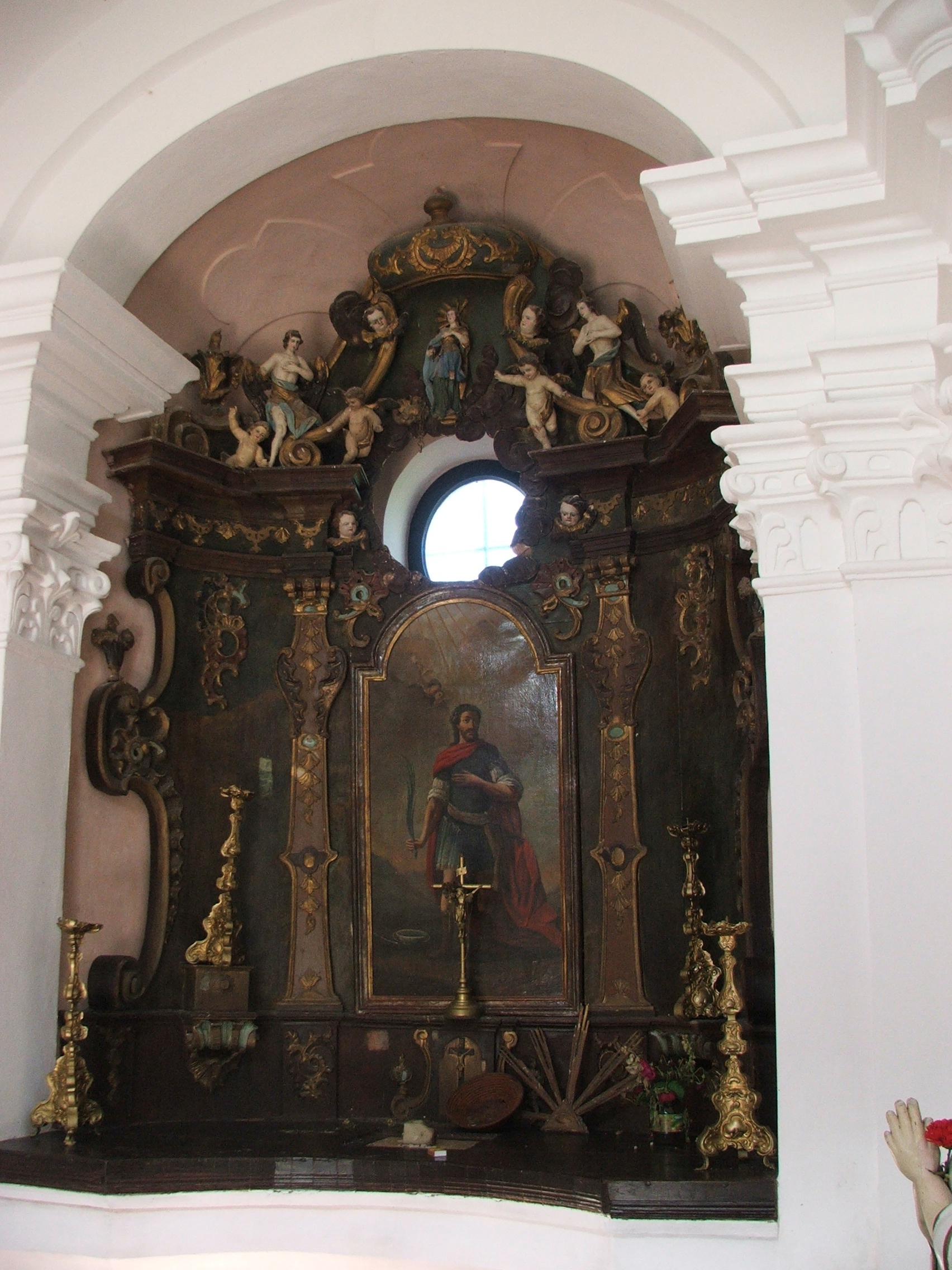
Kishegy, St. Donat-Kapelle, Altar
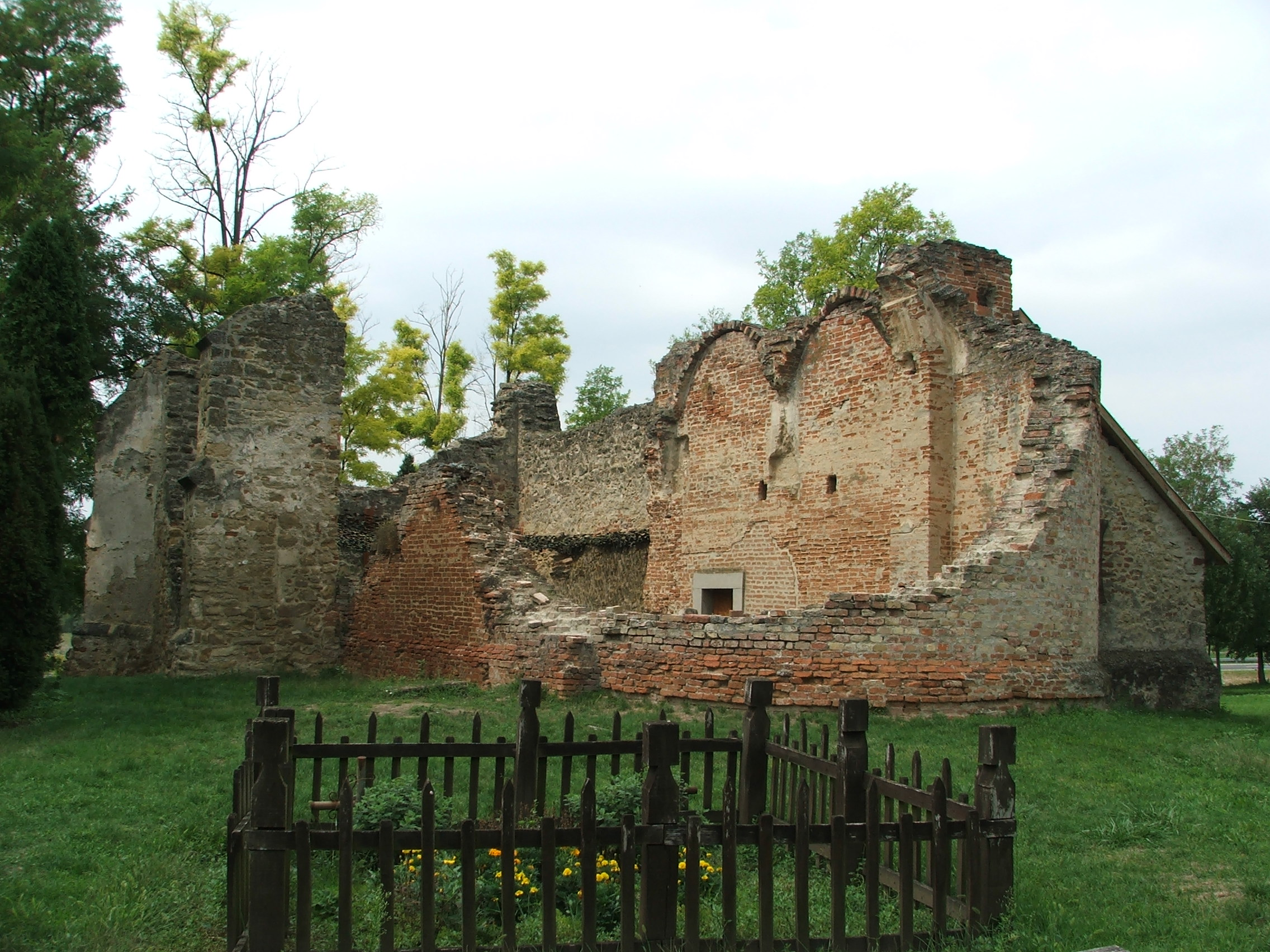
Rádpuszta, Kirchenruine
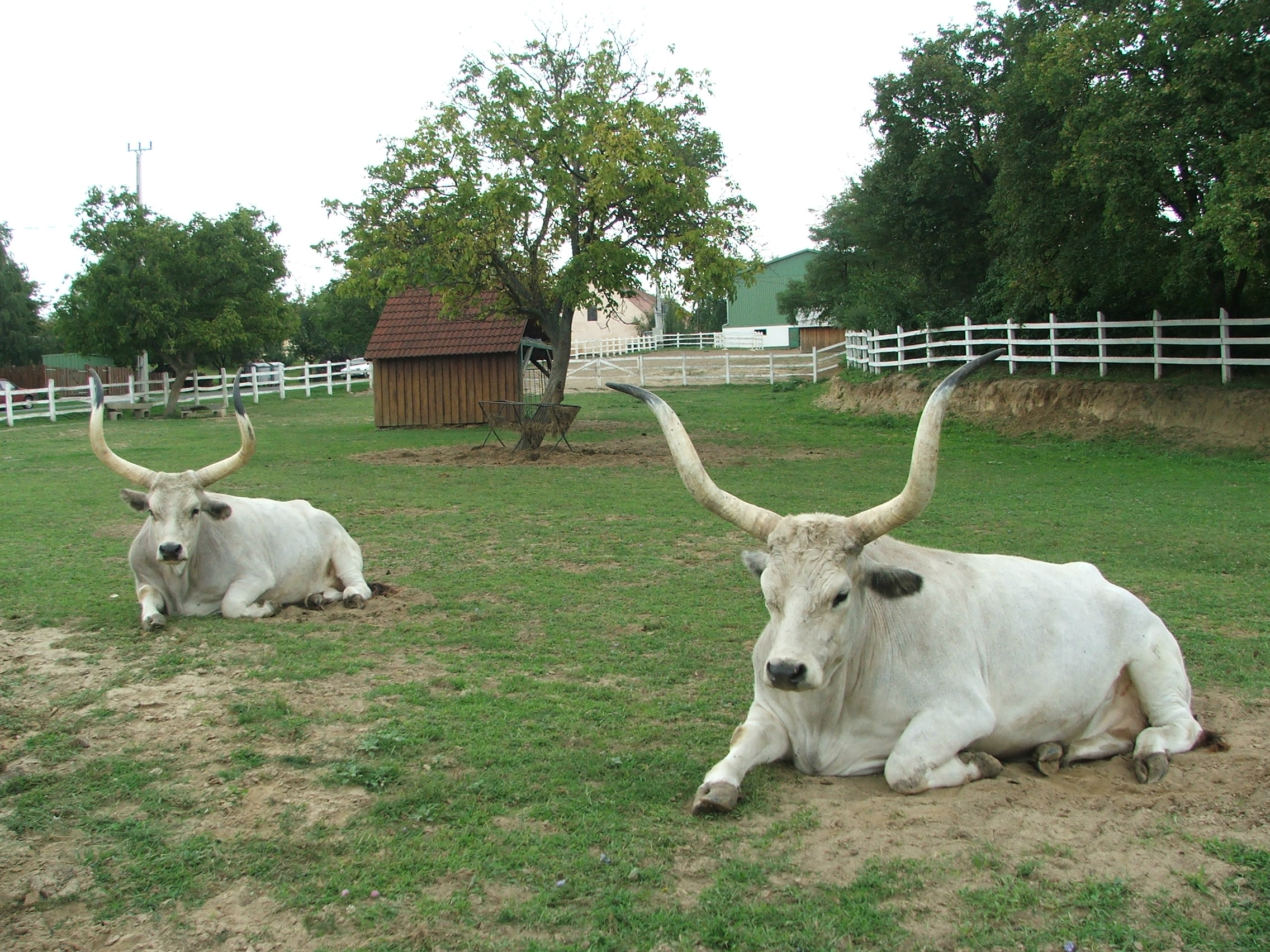
Rádpuszta, Ungarisches Graurind
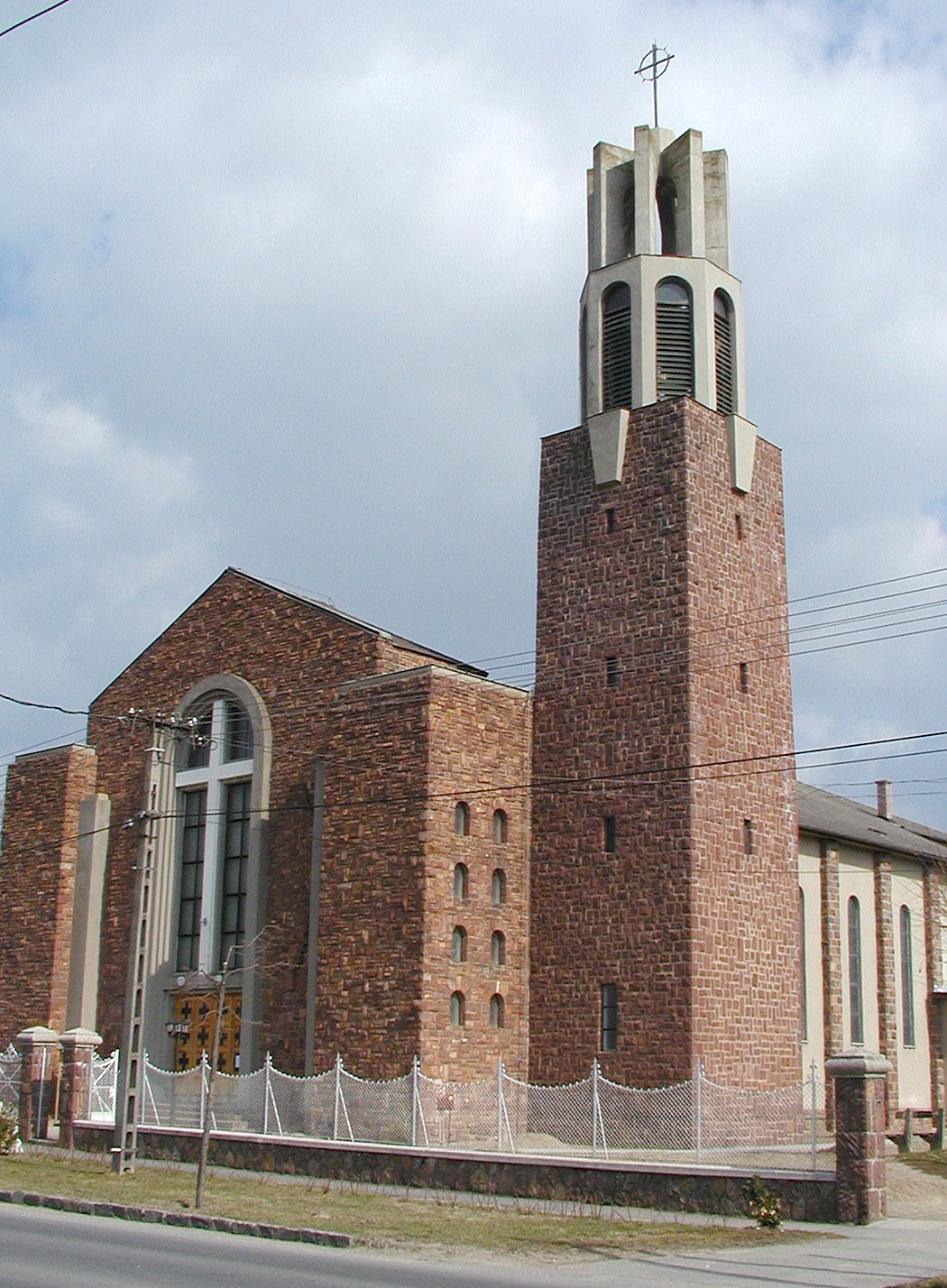
Katholische Kirche erb. 1943
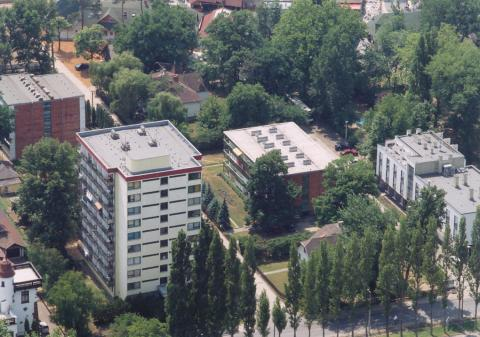
Balatonlelle, Teil der Innenstadt

## Städtepartnerschaften
- Ramstein-Miesenbach, Deutschland
- Vlăhița, Rumänien